# Allie Quigley
Allie Quigley (née le 20 juin 1986 à Joliet, Illinois) est une joueuse américaine, naturalisée hongroise, de basket-ball.

## Biographie
Elle joue en lycée à la Joliet Catholic Academy à Joliet, où elle est nommée WBCA All-American. Elle participe WBCA High School All-America Game de 2004 puis intègre l'université de De Paul.
22e choix de la draft 2008 par le Storm de Seattle, mais elle n'est pas conservée et signe avant le Mercury de Phoenix pour la saison 2008 (14 matchs, dont un à 11 points). Elle est remerciée au cours de la saison suivante le 14 juillet 2009 (6 matchs). Elle signe au Fever du 23 avril 2010 au 27 mai 2010 (3 matchs), puis est engagée par les Silver Stars début juin pour quelques semaines (4 matchs). En août 2011, elle rejoint le Storm pour 7 matchs disputés.
À l'étranger, elle débute mi-2008 à Mersin en Turquie (12,6 points à 47,4 % dont 44,1 % à trois points, 3,3 rebonds, 1,7 passe décisive et 1,5 interception). Elle passe la saison suivante en Hongrie au MiZo Pécs avec Dalma Iványi, Nicole Ohlde et Kelly Mazzante pour 7,9 points, 2,8 rebonds 0,9 interception par match en 13 rencontres d'Euroligue et 12,6 points à 54,5 % d'adresse (48,3 % à trois points) en championnat national. Pécs remporte le championnat et la Coupe de Hongrie 2010. Elle y revient pour la saison 2011-2012, mais pour des raisons budgétaires, l'équipe ne dispute que le championnat national, y décrochant une 3e place avec pour Quigley 16,7 points en saison régulière et 17,5 en play-offs. En 2012-2013, elle retrouve la compétition en Euroligue avec Košice.
En fin de saison 2012, elle obtient la nationalité hongroise et fait ses débuts avec l'équipe nationale hongroise contre la Slovaquie. Elle participe aux qualifications pour l'Euro 2013, où la Hongrie manque sa qualification.
En 2013-2014, elle remporte le titre de championne de Pologne. De retour au Sky, elle prend une dimension nouvelle lors de la saison WNBA 2014 étant même sacrée pour la première fois joueuse de la semaine le 11 août 2014. Remplaçante lors des trois rencontres dont deux victoires, elle marque 18,0 points par rencontres étant même la plus adroite de la conférence aux tirs (70,0 % de réussite) et à trois points (62,5 %). Elle est récompensée du titre de meilleure sixième femme de la WNBA. Ayant disputé les 34 matches de la saison régulière pour près de 25 minutes par rencontre, sa moyenne de points est de 11,2 points par rencontre (plus du triple de 3,8 points de la saison précédente), soit la 12e performance de toute la ligue. Elle réalise également la sixième moyenne à l'adresse aux lancers francs (87,9 %) et la huitième à trois points (38,7 %). Lors de la dernière manche des finales de conférence, ses 24 points (avec 4 tirs réussis sur 6 à trois points), dont 10 dans le dernier quart temps, elle contribue largement à la victoire qui propulse le Sky vers ses premières Finales WNBA.
Elle réalise une belle saison WNBA 2015 après son retour de l'Euro 2015, inscrivant notamment le panier de la victoire obtenue 87 à 85 sur les Mystics de Washington le 21 août pour un total de 20 points avec 8 tirs réussis sur 13, auxquels on peut ajouter trois passes décisives. Elle est élue meilleure sixième femme pour la seconde année consécutive, devenant la seconde joueuse à remporter ce titre à de multiples reprises après DeWanna Bonner par trois fois de 2009 à 2011.
Pour 2015-2016, elle s'engage avec le club turc d'Euroligue Fenerbahçe SK où elle retrouvera sa coéquipière au Wisła Cracovie Jantel Lavender et y prolonge son séjour après la saison WNBA 2016.
Titularisée dans le cinq de départ du Sky par la nouvelle entraîneuse Amber Stocks, elle réussit sa meilleure saison WNBA avec 16,8 points avec un pic à 27 points le 30 juin contre les Stars de San Antonio et remporte le concours de tirs à trois points du All-Star Game 2017.
Pour 2017-2018, elle joue en Turquie avec Galatasaray avec qui elle remporte l'Eurocup 2018. Actrice majeur de son équipe, elle marque 37 points lors du match 1, avec un pourcentage de réussite au tir de 77,8 %. Le titre se jouant au cumul du score des deux matchs, cette victoire 90-68 confortera Galatasaray vers son accession au titre .
Sélectionnée pour le WNBA All-Star Game 2018, elle y remporte pour la seconde fois consécutive le concours de tirs à trois points en établissant le meilleur score de l'histoire WNBA et NBA confondu avec 29 points. 
Au cours de la saison européenne 2018-2019, elle évolue au club italien de la Familia Schio en Euroleague. Cadre de l'équipe, elle accumule 29,3 minutes de jeu pour une moyenne de 15,7 points par match et un pourcentage de 47,3% à trois points. 
Pour la saison 2019 et avec l'arrivée du nouvel entraîneur de la franchise James Wade, elle étend son contrat au Sky d'une saison pour un salaire de 117 500 $, faisant d'elle la joueuse la mieux payée de l'équipe. Titulaire des 34 matchs de la saison, elle y établie son record personnel de trois points marqués en une saison avec 80 et est récompensé d'une nouvelle sélection au All-Star Game pour la troisième année consécutive. 
À la suite de cette saison, elle signe au club mythique de l'UMMC Ekaterinbourg, double champion d'Euroleague en titre. Elle y évolue toujours en 2021. 
En 2020, elle signe de nouveau une extension de contrat avec le Sky et est titulaire des 22 matchs de la saison, écourtée par la pandémie de COVID-19.  
Malgré une saison régulière 2021 moyenne (16 victoires - 16 défaites), elle parvient à remporter un titre de champion avec le Sky de Chicago qui s'impose en finales 3 à 1 face au Mercury de Phoenix,.

## Palmarès
- Jeux panaméricains 2007[33]
- Coupe de Hongrie 2010
- Championne de Hongrie 2010
- Coupe de Pologne en 2013[34]
- Championne de Pologne en 2014[10]
- Vainqueur de l'Eurocup en 2018[21]
- Championne d'Italie en 2019[35]
- Championne de Russie en 2020[36]
- Championne de l'Euroligue féminine de basket-ball 2020-2021
- Championne WNBA 2021[32]

## Distinctions personnelles
- FIBA All-Star (2011)
- Meilleure sixième femme de la WNBA 2014[12]
- Sélection au WNBA All-Star Game 2017[37], 2018[38] et 2019[39].
- Vainqueure du concours de tirs à trois points du All-Star Game 2017[18]